# Allègre
Pour les articles homonymes, voir Allègre (homonymie).
Pour l’article ayant un titre homophone, voir Alègre.
Allègre est une commune française, située dans le département de la Haute-Loire en région Auvergne-Rhône-Alpes.
Le reparium des d’Alegre, chevaliers puis barons des lieux, et Grasacum, bourg au pied du volcan de Baury, se fondirent et devinrent Allègre. Les Tourzel seront les nouveaux barons puis marquis jusqu’au XIXe siècle. Leur bastille « en botte de chandelles » et les deux enceintes, bâties au début du XVe siècle, et dont subsistent des ruines, comptaient vingt-trois tours.
Allègre fut un bourg rural prospère par ses foires et marchés. Les Allegras s’employèrent dans les dentelles puis dans les industries du bois, l’élevage et la culture raisonnés, l’enseignement et l’éducation.
George Sand est venue s’imprégner du mont Bar, volcan éteint situé à proximité, Germaine Tillion est née rue du Mont Bar, Baptiste Marcet fut élevé à Allègre, Camille Robert, auteur de la musique de Quand Madelon..., y séjourna, de même que Robert Sabatier, que la guerre mena à Allègre.

## Géographie

### Localisation
La commune d'Allègre se trouve à 1 040 mètres d'altitude dans le département de la Haute-Loire, en région Auvergne-Rhône-Alpes.
Elle se situe à 27 km par la route du Puy-en-Velay, préfecture du département, et à 22 km de Craponne-sur-Arzon, bureau centralisateur du canton du Plateau du Haut-Velay granitique dont dépend la commune depuis 2015 pour les élections départementales[réf. nécessaire].
Les communes les plus proches sont : 
Monlet (2,2 km), Céaux-d'Allègre (3,5 km), La Chapelle-Bertin (5,4 km), Vernassal (5,7 km), Varennes-Saint-Honorat (6,2 km), Fix-Saint-Geneys (7,2 km), Jax (8,1 km), Saint-Pal-de-Senouire (8,1 km).
| La Chapelle-Bertin     | Monlet           |                 |
| Varennes-Saint-Honorat | Allègre          | Céaux-d'Allègre |
|                        | Fix-Saint-Geneys | Vernassal       |

### Géologie et relief
Allègre se situe au cœur du Velay, massif qui possède le plus grand nombre de volcans : environ 500. On remarquera la variété des pierres : laves rouge ou verte, basalte noir, granits.

### Climat
Pour des articles plus généraux, voir Climat d'Auvergne-Rhône-Alpes et Climat de la Haute-Loire.
En 2010, le climat de la commune est de type climat des marges montargnardes, selon une étude du Centre national de la recherche scientifique s'appuyant sur une série de données couvrant la période 1971-2000. En 2020, Météo-France publie une typologie des climats de la France métropolitaine dans laquelle la commune est exposée à un climat de montagne ou de marges de montagne et est dans une zone de transition entre les régions climatiques « Nord-est du Massif Central » et « Sud-est du Massif Central ».
Pour la période 1971-2000, la température annuelle moyenne est de 7,6 °C, avec une amplitude thermique annuelle de 15,7 °C. Le cumul annuel moyen de précipitations est de 884 mm, avec 9,7 jours de précipitations en janvier et 7,6 jours en juillet. Pour la période 1991-2020, la température moyenne annuelle observée sur la station météorologique installée sur la commune est de 8,3 °C et le cumul annuel moyen de précipitations est de 908,7 mm,. Pour l'avenir, les paramètres climatiques de la commune estimés pour 2050 selon différents scénarios d'émission de gaz à effet de serre sont consultables sur un site dédié publié par Météo-France en novembre 2022.
| Mois                                  | jan.           | fév.           | mars          | avril         | mai           | juin          | jui.         | août           | sep.          | oct.          | nov.            | déc.           | année    |
| ------------------------------------- | -------------- | -------------- | ------------- | ------------- | ------------- | ------------- | ------------ | -------------- | ------------- | ------------- | --------------- | -------------- | -------- |
| Température minimale moyenne (°C)     | −3,2           | −3,4           | −1            | 1,2           | 4,8           | 8,3           | 10,1         | 10,1           | 6,8           | 4,4           | 0,2             | −2,3           | 3        |
| Température moyenne (°C)              | 0,7            | 1,1            | 4,4           | 6,9           | 10,8          | 14,7          | 16,9         | 16,9           | 12,9          | 9,2           | 4,2             | 1,4            | 8,3      |
| Température maximale moyenne (°C)     | 4,5            | 5,7            | 9,7           | 12,6          | 16,7          | 21,1          | 23,7         | 23,7           | 19            | 14            | 8,2             | 5,2            | 13,7     |
| Record de froid (°C) date du record   | −24 12.01.1987 | −21 10.02.1986 | −22 01.03.05  | −10 08.04.03  | −4,5 06.05.02 | −1,5 04.06.01 | 1,8 17.07.00 | 0,5 30.08.1998 | −2 30.09.1995 | −9,6 25.10.03 | −15 21.11.1998  | −17 03.12.1973 | −24 1987 |
| Record de chaleur (°C) date du record | 19,5 01.01.22  | 22 27.02.19    | 23,4 17.03.04 | 25,4 07.04.11 | 32 22.05.22   | 36,2 27.06.19 | 37 23.07.19  | 36 08.08.20    | 31,7 09.09.23 | 28,3 08.10.23 | 23,4 29.11.1979 | 19 31.12.21    | 37 2019  |
| Précipitations (mm)                   | 57,6           | 45,8           | 48,4          | 73,8          | 97,9          | 89,1          | 84,8         | 86,1           | 85,7          | 88,3          | 90              | 61,2           | 908,7    |

## Urbanisme

### Typologie
Au 1er janvier 2024, Allègre est catégorisée commune rurale à habitat dispersé, selon la nouvelle grille communale de densité à sept niveaux définie par l'Insee en 2022.
Elle est située hors unité urbaine et hors attraction des villes,.

### Occupation des sols
L'occupation des sols de la commune, telle qu'elle ressort de la base de données européenne d’occupation biophysique des sols Corine Land Cover (CLC), est marquée par l'importance des forêts et milieux semi-naturels (54,1 % en 2018), une proportion sensiblement équivalente à celle de 1990 (53,7 %). La répartition détaillée en 2018 est la suivante : 
forêts (54,1 %), prairies (22 %), zones agricoles hétérogènes (20,6 %), zones urbanisées (3,4 %). L'évolution de l’occupation des sols de la commune et de ses infrastructures peut être observée sur les différentes représentations cartographiques du territoire : la carte de Cassini (XVIIIe siècle), la carte d'état-major (1820-1866) et les cartes ou photos aériennes de l'IGN pour la période actuelle (1950 à aujourd'hui).

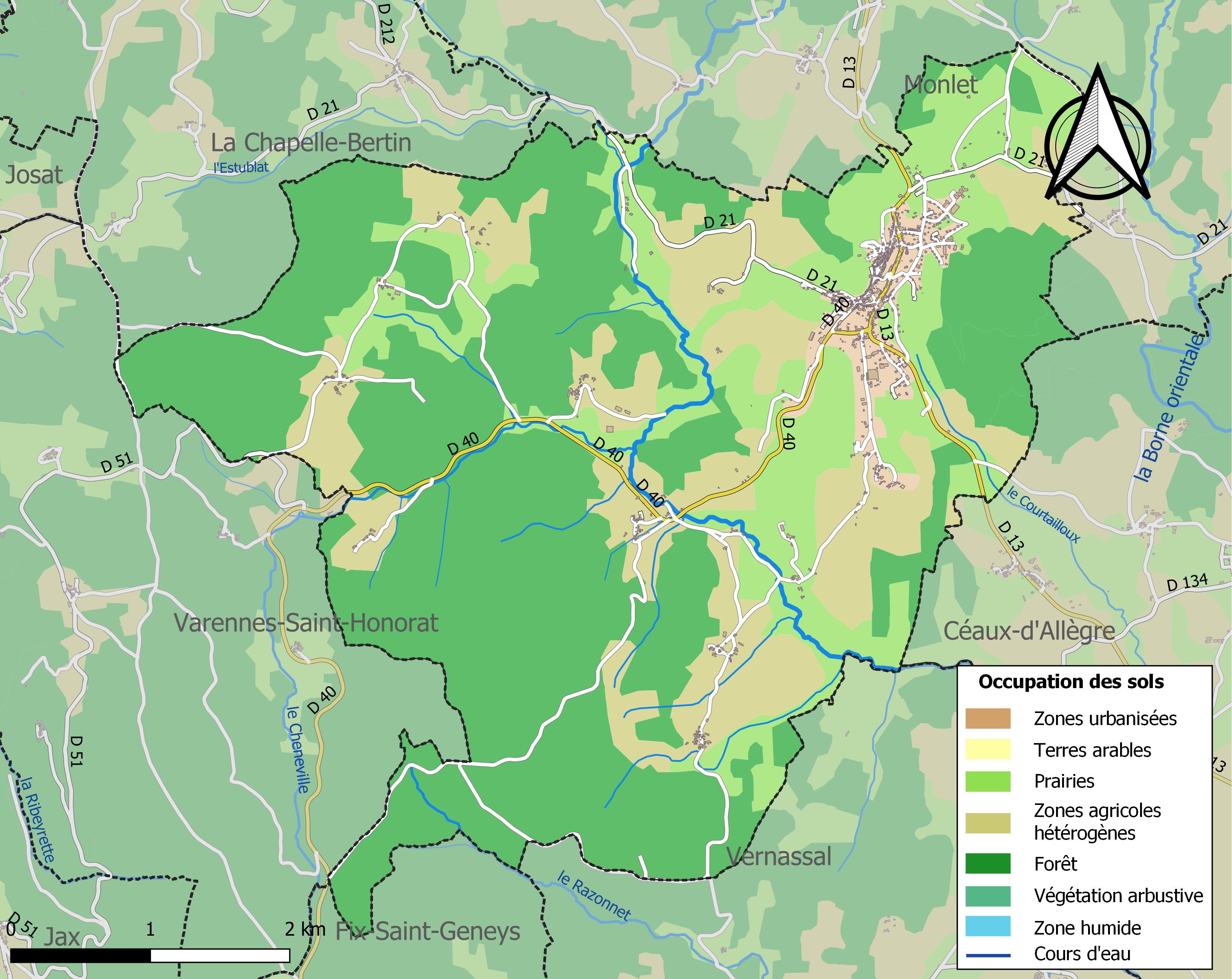
Carte des infrastructures et de l'occupation des sols de la commune en 2018 (CLC).
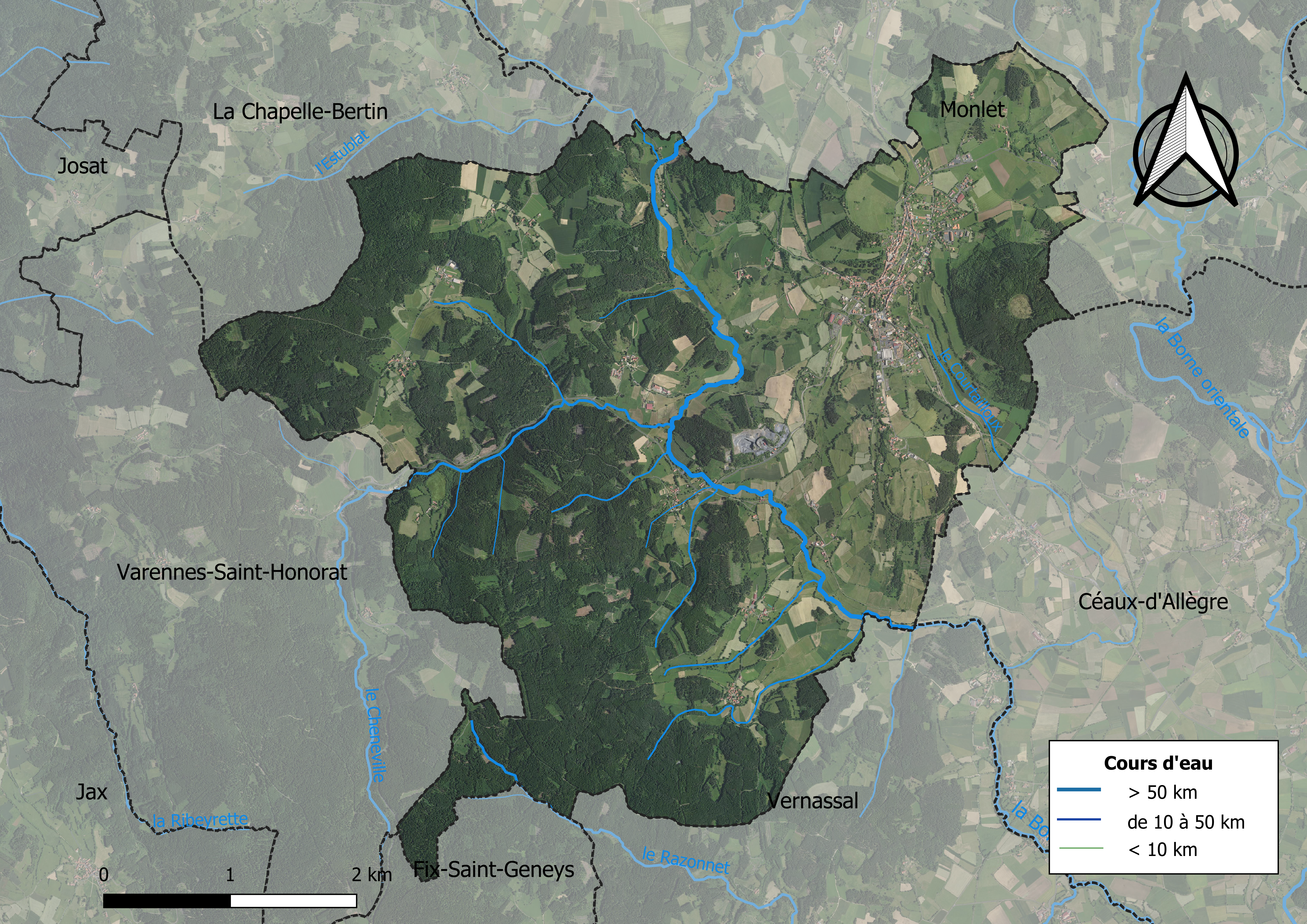
Carte orthophotographique de la commune.

### Habitat et logement
En 2018, le nombre total de logements dans la commune était de 714, alors qu'il était de 705 en 2013 et de 679 en 2008.
Parmi ces logements, 56,3 % étaient des résidences principales, 23,8 % des résidences secondaires et 19,9 % des logements vacants. Ces logements étaient pour 85 % d'entre eux des maisons individuelles et pour 15 % des appartements.
Le tableau ci-dessous présente la typologie des logements à Allègre en 2018 en comparaison avec celle de la Haute-Loire et de la France entière. Une caractéristique marquante du parc de logements est ainsi une proportion de résidences secondaires et logements occasionnels (23,8 %) supérieure à celle du département (16,1 %) et à celle de la France entière (9,7 %). Concernant le statut d'occupation de ces logements, 72,1 % des habitants de la commune sont propriétaires de leur logement (71,1 % en 2013), contre 70 % pour la Haute-Loire et 57,5 pour la France entière.
| Typologie                                               | Allègre | Haute-Loire | France entière |
| ------------------------------------------------------- | ------- | ----------- | -------------- |
| Résidences principales (en %)                           | 56,3    | 71,5        | 82,1           |
| Résidences secondaires et logements occasionnels (en %) | 23,8    | 16,1        | 9,7            |
| Logements vacants (en %)                                | 19,9    | 12,4        | 8,2            |

## Toponymie
Le nom de la localité est attesté sous la forme Grazac en 946.
C'est en 1217 que l'on commencent à trouver l'appellation Alègre pour la première fois; ceci en alternance avec l'appellation Grazac qui, avec les années, va définitivement disparaître au bénéfice d'Allègre que nous connaissons actuellement.
Allègre était le nom de la famille noble possédant le château dominant le village.
« Allègre » : fougueux, gaillard, ardent, vif, élevé, ainsi nomma-t-on ce lieu du Velay, entre 1 000 m et 1 100 m, sur ses quatre volcans : Mont Bar, Mont Baury, Montchaud, Ringue.
Du latin alacer = « Vif, prompt » sont les sens originels les plus probables du nom d’Allègre.

## Histoire

### Préhistoire et Antiquité
Des groupes néolithiques montés par les vallées de la Loire et de l’Allier ont occupé les plateaux volcaniques du Velay, mais rien ne prouve à ce jour qu'ils se soient fixés sur l'actuel territoire de la commune.
La tribu celte Vellaune fixe sa capitale à Ruessio (à 11 km au Sud-Est d'Allègre, à vol d'oiseau). Elle est encore la plus importante ville de la région du 1er au 3e siècle ap.J.-C., sous le nom de Ruessium. Il est possible que le village actuel des Céaux-d'Allègre (à 3,4 km au Sud-Est) existait avant l'invasion romaine, mais le hameau actuel de Châteauneuf (à 1,5 km) est fondé après, sous le nom de Castronova. En 1821 est découvert un vase de terre cuite sur le sommet du mont Bar, contenant trente-trois monnaies (les plus récentes à  l'effigie de l'empereur  Dioclétien), un lingot, un collier et deux bracelets, le tout antique et en or.

### Moyen Âge
Au Moyen Âge, le site de Castronova est abandonné car jugé trop vulnérable, ses habitants s'installent sur le Mont Baury, et y érigent un château à motte au Nord du cratère, qui se limitait à une tour de guet protégée, et un second au Sud, plus imposant, résidence du seigneur des lieux. La motte Nord sera plus tard remplacée par une tour en pierres d'un diamètre d'une dizaine de mètres entourée par un fossé, et nommée Tour de Pouzols. La motte Sud sera remplacée par un château en pierres à une date inconnue, aujourd'hui nommé La Potence, et qui connut plusieurs réaménagements.
Le village s'étirait sur le flanc Sud de l'ancien volcan, attesté en 946 sous le nom de Grasacum, bloti autour d'une église romane dédiée à saint Martin. C'est en 1217 qu'apparaît Alegre pour identifier le bourg, nom emprunté à la famille seigneuriale.
Nous ignorons tout de ces seigneurs avant 1220, mais on peut se demander si cette famille n'avait pas un lien avec le bourg antique d'Alegrio.
Un de ses membres participe avec ses vassaux à la Première croisade, aux côtés d'Adhémar de Monteil. L'un de ses vassaux, Étienne de Bard, est tué lors du siège d'Antioche.
Un siècle après, Armand Ier d'Alegre (~1180 - mort le 18 septembre 1222), époux d'Alais de Chalencon, est la première personnalité seigneuriale connue précisément : il sert activement la couronne de France.
Son fils Armand II d'Alegre (1210-1263) est un proche du roi Saint Louis, avec qui il participe à de nombreux arbitrages de conflits. Il met fin à une vieille querelle avec les vicomtes de Polignac relative à la possession de territoires, mais guerroie contre Pons de Chapteuil et Guy II de Châteauneuf-Randon de Joyeuse (~1200~1265). Il épouse Élisabeth de Chalencon, avec laquelle il a un fils et sept filles, dont les cinq dernières entrent dans des ordres religieux (ses deux filles aînées Alazaïs et Amphélize épousent respectivement Pons III de Rochebaron († 1295), et Guillaume de Rochebaron-Usson († vers 1312), d'où postérité.
Les monts du Forez et du Velay sont à cette époque une frontière dans le jeu politique, entre les seigneurs du domaine royal, ceux de Bourgogne, de Savoie, et les comtes-évêques du Puy. Les terres et le château des d’Alegre sont sur cette frontière.
Le seigneur suivant est Hugues d'Alegre de 1263 à 1285, fils d'Armand II et mari de Gilette de Courcelles, suivi par leur fils aîné Armand III d'Alegre qui participe à la Guerre de Flandre et dont la postérité, féminine, venue de sa 2e femme Jourdaine de Montlaur, n'assume pas la succession d'Allègre. Vint ensuite Eustache d'Alegre, frère cadet d'Armand III († vers 1343) qui fut engagé dans un procès d'une douzaine d'années contre  la Sénéchaussée de Beaucaire afin de fixer les limites de l'Auvergne et du Velay. En 1320, un arrêt du Parlement de Paris ordonne que la baronnie soit rattachée au bailliage d'Auvergne.
Dans le courant du XIVe siècle, les seigneurs d'Alegre achètent le Château de Viverols, qu'ils conserveront à ce qui semble  jusqu'à la Révolution.
Armand IV, fils d'Eustache et de Sibylle de La Roue, fut le dernier représentant mâle de cette première Maison d'Alegre, et siégea de 1343 à 1361. Il fut en querelle tout son règne avec la famille de sa femme, Alix de Chalencon, et ayant perdu son unique fils Eustache, déshérita sa femme et ses deux filles Alix et Sibylle (sans postérité connue ; tout en laissant à son épouse Alix la jouissance du domaine d'Alègre toute sa vie durant) et transmit ses biens à son neveu Bertrand III de Senneterre (fils de Casto II de Sennectère et d'Oudine (ou Ondine), fille d'Eustache d'Alegre). Armand IV meurt lors du siège de son château en 1361 par les « routiers » de Seguin de Badefol, qui ne peuvent le conquérir mais ravagent le village et les environs.
À la suite de la donation faite à Bertrand de Senneterre, Alix est cependant chassée des lieux par ce dernier en 1365, mais aidée de Jean Ier d'Auvergne, elle assiège le château en 1365 pendant six mois : Bertrand capitule. Alix sera indemnisée, mais Alegre sera en fait conservé par le duc d'Auvergne Jean de Berry (fils puîné du roi Jean le Bon, otage en Angleterre en 1360 et de retour en France vers 1366/67, aussi comte d'Auvergne de facto et par spoliation sur le comte Jean II en 1387-1404, puis légitimement et du chef de sa femme en 1404-1416), qui le confie à son propre beau-frère Jean II d'Armagnac.
À la mort d'Alix en 1385, Jean de Berry donne la baronnie à un de ses favoris, Morinot de Tourzel, qui fait rebâtir  le château au tout début du XVe siècle : ce fut « une bastille en paquet de chandelles », bloc de 9 tours rapprochées, reliées par de solides courtines. Son couronnement supérieur, partout à la même hauteur, formait une terrasse sur laquelle on pouvait déplacer rapidement hommes et bouches à feu. L’influence de la toute récente Bastille à Paris est incontestable, l’ensemble comprenant trois espaces successifs et 23 tours.

### Période Renaissance /  Incendie du château
Yves II d'Alègre participe aux guerres d'Italie. Deux de ses fils et lui-même sont tués lors des combats, en 1511 et 1512.
Le 15 mars 1576 la baronnie devient marquisat.
En 1577, Yves III (1551 - 1577) participe à une expédition militaire contre la ville huguenote d'Issoire. Il y est grièvement blessé à une cuisse. Le 13 juillet, de retour en son château, il y est assassiné par trois hommes, à la suite d'insultes proférées contre une dame. Sans descendant direct, l'un de ses neveux, sous le nom d'Yves IV (1560 - 1592) lui succède.
En août 1593, Allègre (dirigée par Jacqueline d'Aumont, marquise douairière (... - 1602)) est prise par la Ligue, ses habitants brutalement expulsés. Le bourg   est repris le 3 octobre après un vif combat de deux heures.
Isabelle de Tourzel succède à Jacqueline de 1602 à 1605, puis est remplacée par Anne de Tourzel jusqu'en 1607. Le maréchal Yves V lui succède, le plus illustre des sires et marquis d'Allègre (des précisions généalogiques sont données à l'article qui lui est consacré).
Le 12 novembre 1698, Yves V vient de Versailles à Allègre.
Le 15, un grand vent excite le feu qui ronfle dans la cheminée de la salle haute. Un incendie se déclare et se propage dans les abondantes charpentes des toits couverts d’ardoise. La toiture du « pavillon de la tour où sont les papiers communs appelés le Trésor » flambe. Au son des cloches, cinq cents personnes accourent et font la chaîne. Mais le château est embrasé en moins de cinq heures.
Il n’est cependant pas abandonné. Dès janvier 1699, Yves V fait « réparer » les communs puis le château lui-même. Son gendre poursuivra les travaux. En vain.

### Le manoir
La maréchale de Maillebois, fille d’Yves V, fit édifier un manoir « moderne » au pied des ruines qu’elle aimait. Elle mourut le 2 avril 1756. Le marquisat d’Allègre fut vendu le 8 octobre 1766 par son fils Yves-Marie de Maillebois à Claude Douet, et les terres d’Allègre dépecées.
Les intempéries ont raviné les ruines. Les propriétaires ont réutilisé ou vendu les plus belles pierres. Les habitants sont venus puiser dans cette « carrière », ce qui explique le nombre des pierres de réemploi à Allègre. Abandonné lui aussi, le manoir de la comtesse de Maillebois, dont le rez-de-chaussée, décoré de noir et rouge a servi de salle de justice de paix après la Révolution, fut rasé en 1830.
La base du mur qui reliait les deux demi-tours pleines subsistantes de la muraille s’est partiellement écroulé, laissant un grand vide qui fait penser à un immense gibet ou à un portail géant. En 1946, le couronnement de mâchicoulis a bien failli tomber, suscitant un grand émoi parmi les Allégrois et chez tous les amoureux de cette cité en France comme à l’étranger. L’association des « Amis d’Allègre » était née. La tradition a nommé ces vestiges « la Potence ».

### De 1900 à aujourd'hui
En 1825, Allègre absorbe la commune voisine de Foraine d'Allègre.
Soixante-deux enfants de la municipalité sont tombés au champ d'honneur lors de la Première Guerre mondiale, quatre lors de la seconde.

## Politique et administration

### Découpage territorial
La commune d'Allègre est membre de la communauté d'agglomération du Puy-en-Velay[réf. nécessaire], un établissement public de coopération intercommunale (EPCI) à fiscalité propre créé le 26 décembre 2016 dont le siège est à Le Puy-en-Velay. Ce dernier est par ailleurs membre d'autres groupements intercommunaux.
Sur le plan administratif, elle est rattachée à l'arrondissement du Puy-en-Velay, au département de la Haute-Loire, en tant que circonscription administrative de l'État, et à la région Auvergne-Rhône-Alpes.
Sur le plan électoral, elle dépend du canton du Plateau du Haut-Velay granitique pour l'élection des conseillers départementaux, depuis le redécoupage cantonal de 2014 entré en vigueur en 2015[réf. nécessaire], et de la deuxième circonscription de la Haute-Loire   pour les élections législatives, depuis le redécoupage électoral de 1986.

### Élections municipales et communautaires

#### Élections de 2020
Le conseil municipal d'Allègre, commune de moins de 1 000 habitants, est élu au scrutin majoritaire plurinominal à deux tours avec candidatures isolées ou groupées et possibilité de panachage. Compte tenu de la population communale, le nombre de sièges à pourvoir lors des élections municipales de 2020 est de 15. Sur les vingt et un candidats en lice, quinze sont élus dès le premier tour, le 15 mars 2020, correspondant à la totalité des sièges à pourvoir, avec un taux de participation de 48,05 %.
Gilbert Meyssonnier, maire sortant, est réélu pour un nouveau mandat le 26 mai 2020.
Dans les communes de moins de 1 000 habitants, les conseillers communautaires sont désignés parmi les conseillers municipaux élus en suivant l’ordre du tableau (maire, adjoints puis conseillers municipaux) et dans la limite du nombre de sièges attribués à la commune au sein du conseil communautaire. Un siège est attribué à la commune au sein de la communauté d'agglomération du Puy-en-Velay.

#### Liste des maires
| Période                                  | Période                     | Identité                     | Étiquette | Qualité                          |
| ---------------------------------------- | --------------------------- | ---------------------------- | --------- | -------------------------------- |
| Les données manquantes sont à compléter. |                             |                              |           |                                  |
| 1816                                     | 1831                        | Claude-Barthélémy GRELLET    |           | Directeur d’école d’architecture |
| 1831                                     | 1836                        | Joseph HARENT                |           | Notaire                          |
| 1836                                     | 1844                        | J.C. Barthélémy GRELLET      |           | Médecin                          |
| 1844                                     | 1848                        | Henri PAUL                   |           | Notaire                          |
| 1848                                     | 1869                        | Frédéric LEGAL de NIRANDE    |           | Propriétaire                     |
| 1869                                     | 1870                        | Emile CHAMPAVERE             |           | Notaire                          |
| 1870                                     | 1871                        | Jacques CUOQ                 |           | Notaire                          |
| 1870                                     | 1878                        | Edouard HARENT               |           | Expert Géomètre                  |
| 1879                                     | 1882                        | Alfred GUELLE                |           | Médecin                          |
| 1882                                     | 1896                        | Emmanuel GRELLET de la DEYTE |           | Sous-préfet                      |
| 1896                                     | 1900                        | Victor COUDERT               |           | Boulanger                        |
| 1900                                     | 1919                        | Clodomir CHOSSEGROS          |           | Notaire                          |
| 1919                                     | 1929                        | Félix GALLAND                |           | Médecin                          |
| 1929                                     | 1944                        | René CHOSSEGROS              |           | Notaire puis Avocat              |
| 1944                                     | 1945                        | Victor PERRIN                |           | Pâtissier                        |
| 1945                                     | 1953                        | Marius BORIE                 |           | Garagiste                        |
| 1953                                     | 1954                        | Jean-Baptiste DUCHAMP        |           |                                  |
| 1954                                     | 1963                        | Pierre CHARRETIER            |           | Industriel en bois               |
| 1963                                     | 1977                        | Marius AMPILHAC              |           | Entrepreneur de maçonnerie       |
| 1977                                     | 1995                        | Jean CHARRETIER              |           | Industriel en bois               |
| 1995                                     | 2001                        | Jean-Luc FRAISSE             |           | Directeur d’école d’architecture |
| mars 2001                                | 2008                        | Robert Baylot                | DVD       | Employé de banque en retraite    |
| 2008                                     | 2014                        | Jean-Luc Fraisse             |           | Directeur d’école d’architecture |
| 2014                                     | En cours (au 27 avril 2016) | Gilbert Meyssonnier          |           | Instituteur                      |

### Élections nationales
| Scrutin             | Scrutin             | 1er tour | 1er tour | 1er tour | 1er tour | 1er tour | 1er tour | 1er tour | 1er tour    | 1er tour | 1er tour | 1er tour | 1er tour | 2d tour | 2d tour | 2d tour | 2d tour | 2d tour | 2d tour |
| Scrutin             | Scrutin             | 1er      | 1er      | %        | 2e       | 2e       | %        | 3e       | 3e          | %        | 4e       | 4e       | %        | 1er     | 1er     | %       | 2e      | 2e      | %       |
| ------------------- | ------------------- | -------- | -------- | -------- | -------- | -------- | -------- | -------- | ----------- | -------- | -------- | -------- | -------- | ------- | ------- | ------- | ------- | ------- | ------- |
| Présidentielle 2017 | Présidentielle 2017 |          | RN       | 27,77    |          | LR       | 22,74    |          | EM          | 19,92    |          | LFI      | 14,29    |         | EM      | 57,99   |         | RN      | 42,01   |
| Présidentielle 2022 | Présidentielle 2022 |          | RN       | 30,88    |          | EM       | 23,90    |          | LFI         | 15,34    |          | LR       | 8,17     |         | RN      | 53,85   |         | EM      | 46,15   |
| Législatives 2022   | 2e                  |          | LR       | 49,52    |          | RN       | 16,72    |          | LFI (NUPES) | 13,18    |          | PR (ENS) | 11,58    |         | LR      | 73,96   |         | LFI     | 26,04   |
| Législatives 2024   | 2e                  |          | LR       | 43,71    |          | RN       | 35,63    |          | PS (NFP)    | 13,30    |          | RE (ENS) | 5,70     |         | LR      | 60,00   |         | RN      | 40,00   |

### Jumelages
Allègre est jumelée avec, :
- Krostitz (Allemagne) depuis 2005.

## Population et société

### Démographie

#### Évolution démographique
L'évolution du nombre d'habitants est connue à travers les recensements de la population effectués dans la commune depuis 1793. Pour les communes de moins de 10 000 habitants, une enquête de recensement portant sur toute la population est réalisée tous les cinq ans, les populations de référence des années intermédiaires étant quant à elles estimées par interpolation ou extrapolation. Pour la commune, le premier recensement exhaustif entrant dans le cadre du nouveau dispositif a été réalisé en 2008.

En 2022, la commune comptait 892 habitants, en évolution de −3,98 % par rapport à 2016 (Haute-Loire : +0,36 %, France hors Mayotte : +2,11 %).
| 1793 | 1800 | 1806 | 1821  | 1831  | 1836  | 1841  | 1846  | 1851  |
| ---- | ---- | ---- | ----- | ----- | ----- | ----- | ----- | ----- |
| 997  | 885  | 897  | 1 050 | 2 033 | 1 990 | 2 048 | 1 995 | 1 960 |

| 1856  | 1861  | 1866  | 1872  | 1876  | 1881  | 1886  | 1891  | 1896  |
| ----- | ----- | ----- | ----- | ----- | ----- | ----- | ----- | ----- |
| 1 806 | 1 747 | 1 802 | 1 674 | 1 732 | 1 844 | 1 695 | 1 851 | 1 720 |

| 1901  | 1906  | 1911  | 1921  | 1926  | 1931  | 1936  | 1946  | 1954  |
| ----- | ----- | ----- | ----- | ----- | ----- | ----- | ----- | ----- |
| 1 777 | 1 681 | 1 726 | 1 503 | 1 452 | 1 451 | 1 447 | 1 371 | 1 378 |

| 1962  | 1968  | 1975  | 1982  | 1990  | 1999  | 2006  | 2008  | 2013 |
| ----- | ----- | ----- | ----- | ----- | ----- | ----- | ----- | ---- |
| 1 487 | 1 512 | 1 459 | 1 313 | 1 176 | 1 007 | 1 008 | 1 008 | 959  |

| 2018 | 2022 | - | - | - | - | - | - | - |
| ---- | ---- | - | - | - | - | - | - | - |
| 884  | 892  | - | - | - | - | - | - | - |

#### Pyramide des âges
La population de la commune est relativement âgée.
En 2018, le taux de personnes d'un âge inférieur à 30 ans s'élève à 20,6 %, soit en dessous de la moyenne départementale (31 %). À l'inverse, le taux de personnes d'âge supérieur à 60 ans est de 42,5 % la même année, alors qu'il est de 31,1 % au niveau départemental.
En 2018, la commune comptait 425 hommes pour 459 femmes, soit un taux de 51,92 % de femmes, légèrement supérieur au taux départemental (50,87 %).
Les pyramides des âges de la commune et du département s'établissent comme suit.
| Hommes | Classe d’âge | Femmes |
| ------ | ------------ | ------ |
| 1,6    | 90 ou +      | 6,1    |
| 10,1   | 75-89 ans    | 20,0   |
| 24,7   | 60-74 ans    | 22,0   |
| 25,2   | 45-59 ans    | 22,4   |
| 14,6   | 30-44 ans    | 11,8   |
| 11,8   | 15-29 ans    | 7,6    |
| 12,0   | 0-14 ans     | 10,0   |

| Hommes | Classe d’âge | Femmes |
| ------ | ------------ | ------ |
| 0,9    | 90 ou +      | 2,5    |
| 8,4    | 75-89 ans    | 11,7   |
| 20,4   | 60-74 ans    | 20,5   |
| 21,3   | 45-59 ans    | 20,3   |
| 16,8   | 30-44 ans    | 16,3   |
| 15,2   | 15-29 ans    | 13,2   |
| 17     | 0-14 ans     | 15,6   |

## Économie

### Revenus
En 2018, la commune compte 397 ménages fiscaux, regroupant 779 personnes. La médiane du revenu disponible par unité de consommation est de 19 020 € (20 800 € dans le département).

### Emploi
| Division       | 2008  | 2013  | 2018  |
| -------------- | ----- | ----- | ----- |
| Commune        | 6,2 % | 6,7 % | 4,8 % |
| Département    | 6,3 % | 7,7 % | 7,7 % |
| France entière | 8,3 % | 10 %  | 10 %  |

En 2018, la population âgée de 15 à 64 ans s'élève à 481 personnes, parmi lesquelles on compte 68,8 % d'actifs (64 % ayant un emploi et 4,8 % de chômeurs) et 31,2 % d'inactifs,. Depuis 2008, le taux de chômage communal (au sens du recensement) des 15-64 ans est inférieur à celui de la France et du département.
La commune est hors attraction des villes,. Elle compte 438 emplois en 2018, contre 481 en 2013 et 486 en 2008. Le nombre d'actifs ayant un emploi résidant dans la commune est de 315, soit un indicateur de concentration d'emploi de 139 % et un taux d'activité parmi les 15 ans ou plus de 42,9 %.
Sur ces 315 actifs de 15 ans ou plus ayant un emploi, 164 travaillent dans la commune, soit 52 % des habitants. Pour se rendre au travail, 79,4 % des habitants utilisent un véhicule personnel ou de fonction à quatre roues, 0,3 % les transports en commun, 12 % s'y rendent en deux-roues, à vélo ou à pied et 8,3 % n'ont pas besoin de transport (travail au domicile).

### Activités hors agriculture
94 établissements sont implantés  à Allègre au 31 décembre 2019. Le tableau ci-dessous en détaille le nombre par secteur d'activité et compare les ratios avec ceux du département,.
| Secteur d'activité                                                                                        | Commune | Commune | Département |
| Secteur d'activité                                                                                        | Nombre  | %       | %           |
| --- | ------- | ------- | ----------- |
| Ensemble                                                                                                  | 94      | 100 %   | (100 %)     |
| Industrie manufacturière, industries extractives et autres                                                | 20      | 21,3 %  | (14,2 %)    |
| Construction                                                                                              | 13      | 13,8 %  | (13,9 %)    |
| Commerce de gros et de détail, transports, hébergement et restauration                                    | 21      | 22,3 %  | (28,8 %)    |
| Information et communication                                                                              | 1       | 1,1 %   | (1,9 %)     |
| Activités financières et d'assurance                                                                      | 4       | 4,3 %   | (4,4 %)     |
| Activités immobilières                                                                                    | 4       | 4,3 %   | (3,9 %)     |
| Activités spécialisées, scientifiques et techniques et activités de services administratifs et de soutien | 5       | 5,3 %   | (11,6 %)    |
| Administration publique, enseignement, santé humaine et action sociale                                    | 19      | 20,2 %  | (13,3 %)    |
| Autres activités de services                                                                              | 7       | 7,4 %   | (8 %)       |

Le secteur du commerce de gros et de détail, des transports, de l'hébergement et de la restauration est prépondérant sur la commune puisqu'il représente 22,3 % du nombre total d'établissements de la commune (21 sur les 94 entreprises implantées  à Allègre), contre 28,8 % au niveau départemental.
Les cinq entreprises ayant leur siège social sur le territoire communal qui génèrent le plus de chiffre d'affaires en 2020 sont : 
- Broyages Industriels Vacher, récupération de déchets triés (2 581 k€)
- Etablissements Charretier, sciage et rabotage du bois, hors imprégnation (1 991 k€)
- Inter.med, fabrication de préparations pharmaceutiques (1 524 k€)
- Avenir Innovation, gestion de fonds (313 k€)
- Laurent Mathys, coiffure (101 k€)

### Agriculture
La commune fait partie de la petite région agricole dénommée « Monts du Forez ». En 2010, l'orientation technico-économique de l'agriculture  sur la commune est la production de bovins, orientation élevage et viande.
|                                   | 1988 | 2000 | 2010 |
| --------------------------------- | ---- | ---- | ---- |
| Exploitations                     | 37   | 24   | 17   |
| Superficie agricole utilisée (ha) | 824  | 841  | 838  |

Le nombre d'exploitations agricoles en activité et ayant leur siège dans la commune est passé de 37 en 1988 à 24 en 2000 puis à 17 en 2010, soit une baisse de 54 % en 22 ans. Le même mouvement est observé à l'échelle du département qui a perdu pendant cette période 43 % de ses exploitations. La surface agricole utilisée sur la commune a quant à elle augmenté, passant de 824 ha en 1988 à 838 ha en 2010. Parallèlement la surface agricole utilisée moyenne par exploitation a augmenté, passant de 22 à 49 ha.

## Culture locale et patrimoine

### Lieux et monuments

#### Château ruiné
Le château féodal est l’œuvre des premiers seigneurs de la deuxième famille de seigneurs d’Allègre, les Tourzel, et fut édifié au début du XIVe siècle. Morinot de Tourzel, à qui le duc de Berry venait de faire don de la baronnie d’Allègre (1385), entreprit des travaux de réfection et de construction de la muraille d’enceinte. Ces efforts furent poursuivis par son fils Yves Ier, qui s’attacha à embellir le château, le dotant notamment de sa caractéristique frise de mâchicoulis tréflés. Tel quel, ce château, avec ses 23 tours, fut l’un des plus beaux et des plus considérables de la région.
Ravagé par un incendie en 1698, et en dépit des tentatives de reconstruction faites dès l’année suivante, le château ne se remit pas de la catastrophe et fut finalement vendu au milieu du XVIIIe siècle. L’action des nouveaux propriétaires, qui usèrent du château comme d’une carrière de pierres, et le temps firent le reste : il n’en subsiste plus aujourd’hui, outre le vestige d’une autre tour plus petite, que deux tours du corps de logis, reliées entre elles par la seule corniche de l’ancienne courtine, dont le reste s’est effondré, donnant à cette ruine une silhouette singulière, qui lui valut l’appellation de la Potence.

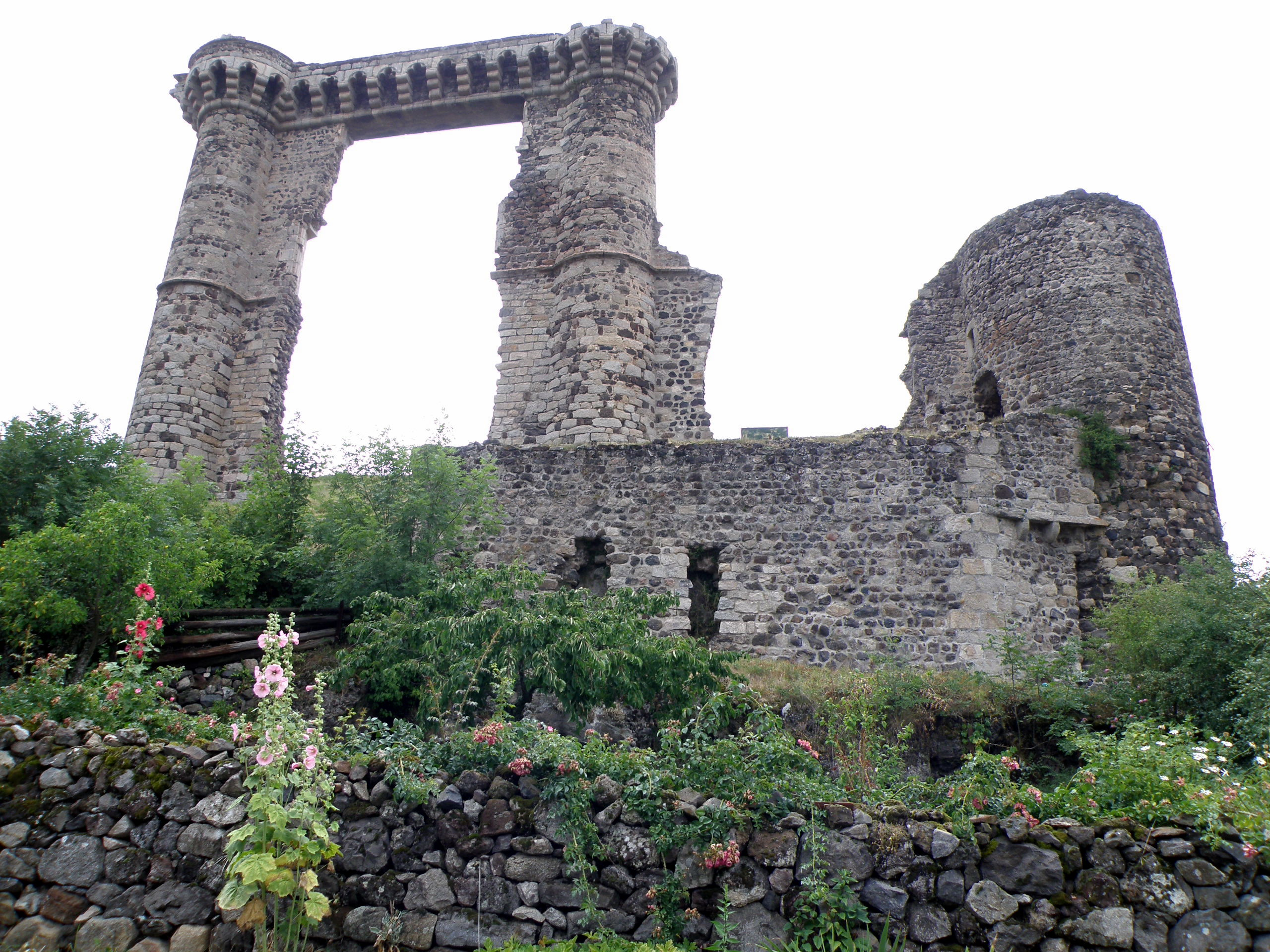
La Potence, et une troisième tour à droite.
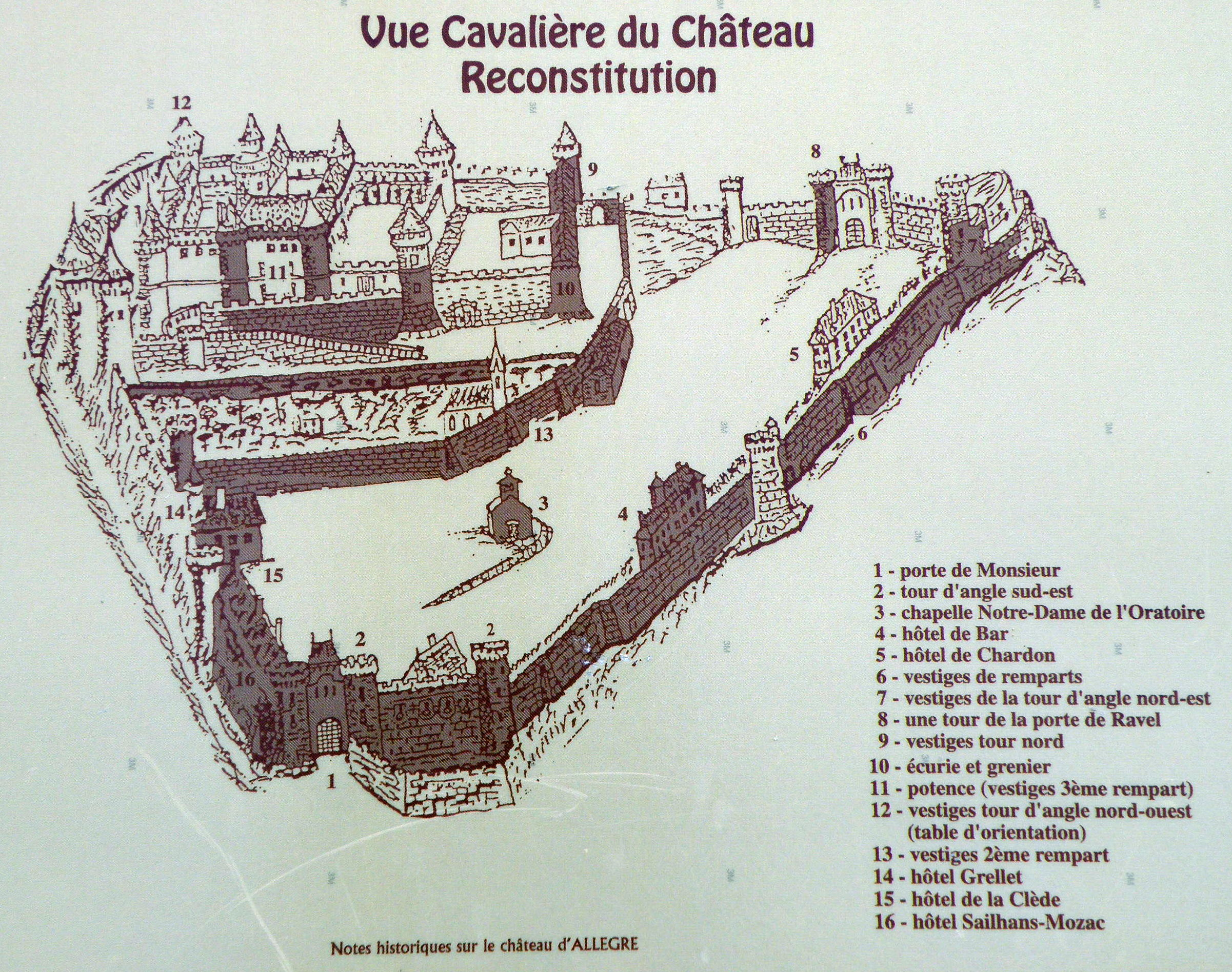
Reconstitution de la forteresse d'Allègre.
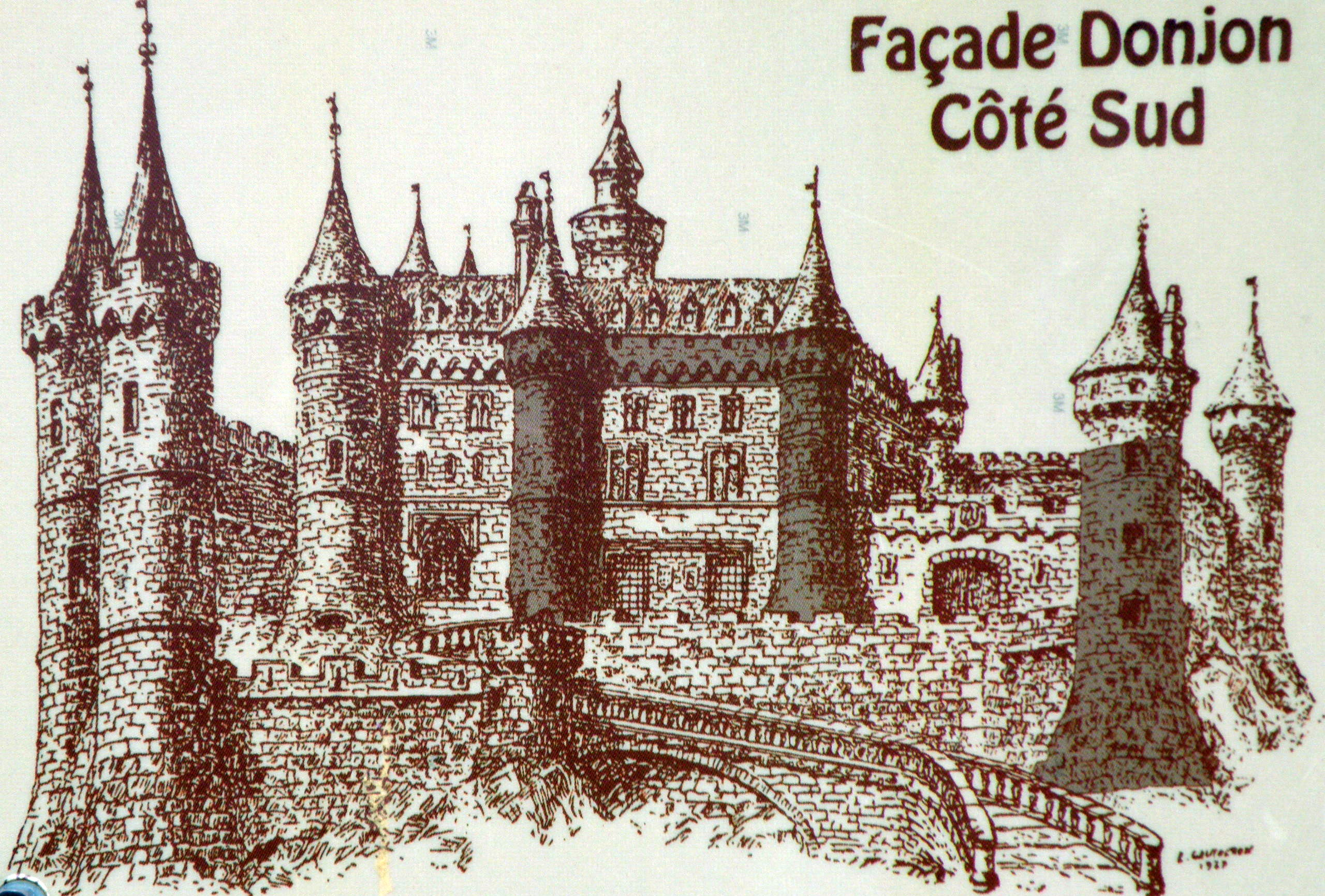
Château. Les parties en gris correspondent à la ruine actuelle.

#### Croix de «la Fontaine d’Armand»
La croix de « la Fontaine d’Armand », seigneur de la première famille des d’Alègre éteinte en 1361, marquait l’entrée sud du faubourg d’Allègre, au carrefour des routes de Toulouse et du Puy. Classée monument historique (MH), elle présente un socle à sept écus gravés de signes à l’apparence de lettres gothiques et un croisillon du XVIe siècle. Au pied de la croix, la « pierre de présentation » ou « pierre des morts », sur laquelle on déposait les cercueils qui arrivaient des villages alentour. Le prêtre venait là recevoir et bénir les défunts avant de les conduire au cimetière.
À la sortie sud-ouest d’Allègre se trouve le Grand Tertre. En patois, les mots terme et tertre sont presque confondus et désignent à la fois une limite et un tertre.

#### Église

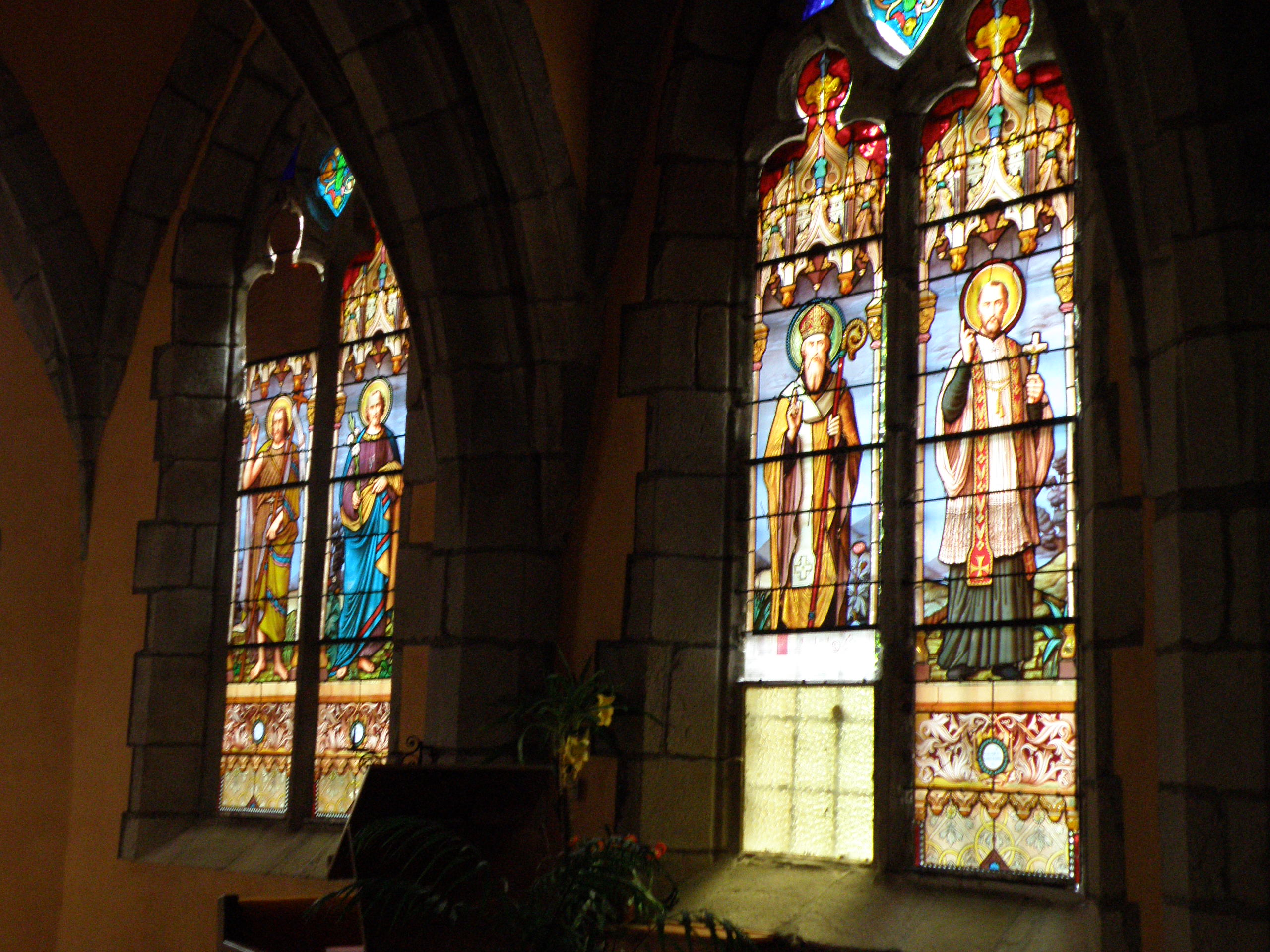
Vitraux de l'église.

Au Moyen Âge, une église romane dédiée à saint Martin de Tours est mentionnée à Grazac, faubourg d’Allègre. Une église gothique la remplace.
Le clocher s’effondra en 1822, reconstruit avec des pierres de la chapelle Saint-Yves et de la Porte de Ravel. Les huit chapelles latérales furent démolies, leurs dalles tombales noyées sous les carrelages.
En façade, la dalle tombale érodée d’un religieux porte une croix gravée cantonnée d’un écu au monogramme IHS que porte une clef de voûte du chœur.
Les vitraux, datés de 1885 à 1900, forment un ensemble complet et cohérent, quoique non protégés au titre des MH.
On compta jusqu’à cinq congrégations religieuses à Allègre, dont des Dominicaines et des Franciscaines ainsi que des « pénitents blancs » qui sont des laïcs.

#### Cimetière
L’ancien cimetière entourait l’église jusqu’après la Révolution. En 1823, le nouveau cimetière est transféré à 200 mètres, sur la route de Fix dans une ancienne carrière. Le calvaire à trois croix est inscrit aux monuments historiques. Au pied du calvaire se trouve la tombe blasonnée des Grellet et des Morel de la Colombe, branche des d’Apchier. Avec les Morangiès, ces familles installées dans la région et à Allègre furent proches de l’affaire de la « bête du Gévaudan ».

#### Porte de Monsieur

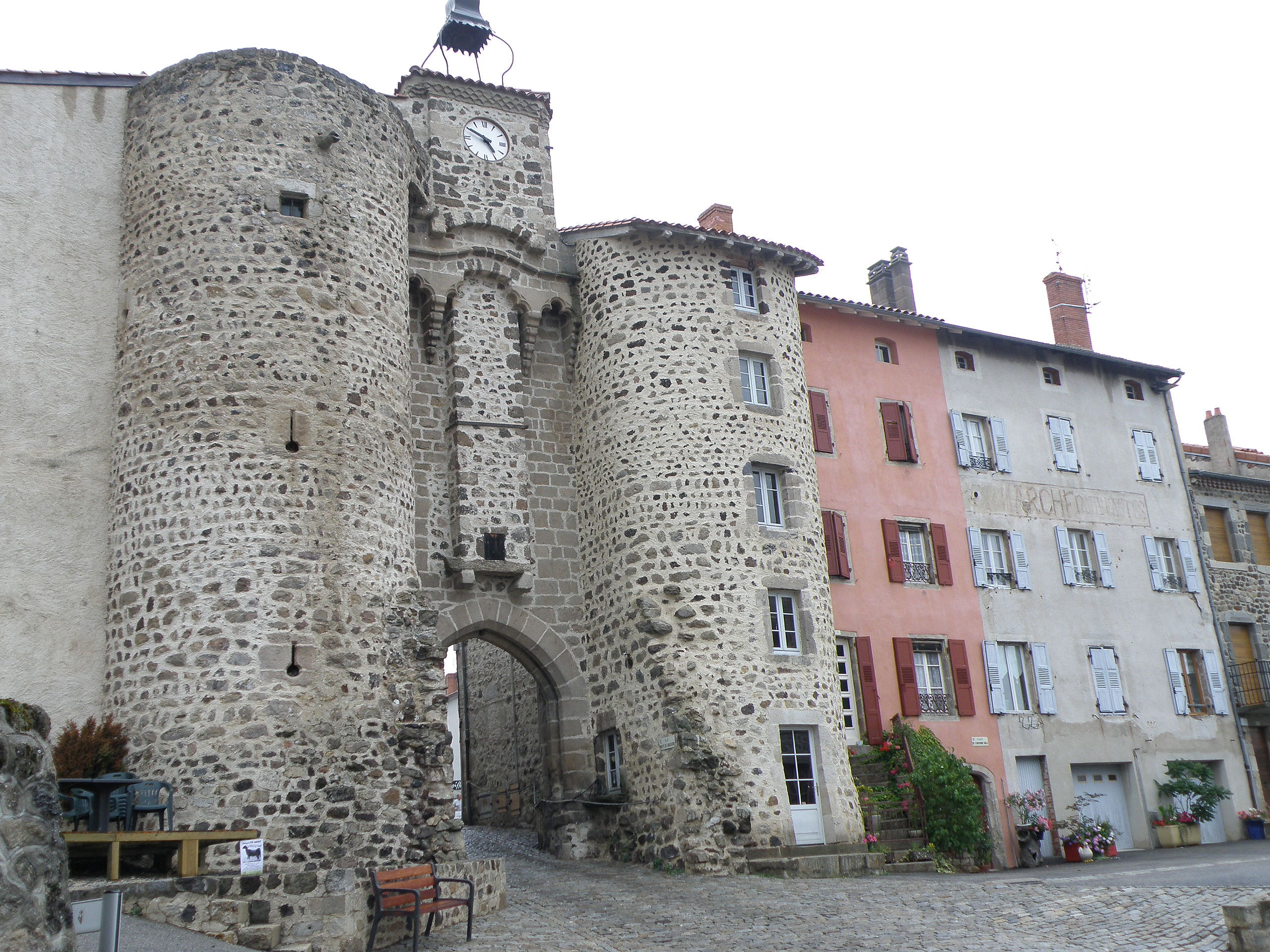
Porte de Monsieur.

Le « portail de Monsieur » est l’entrée sud de l’enceinte extérieure du château.
Ses deux tours, au chemin de ronde jadis crénelé, sont percées d’archères canonnières, placées bas pour les tirs rasants. Les mâchicoulis tréflés sont une  signature du château d’Allègre. La glissière de la herse est en parfait état, comme les gonds de l’ancienne porte et les logements des barres qui en bloquaient l’ouverture. Le clocheton métallique, au-dessus de l’horloge, date de 1816, à la cime d’un escalier en pierres resté intact.
Des départs de murs visibles sur la base des deux tours sont les vestiges d’ouvrages défensifs qu’un fossé sec et un pont-levis devaient compléter. La porte de Monsieur est inscrite monument historique depuis 1926.

#### Place du Marchédial
« Marchédial », décliné du latin, désignait l’endroit où se tenait le marché quotidien. L’organisation des marchés était proche de ce qu’elle est de nos jours et le marché d’Allègre a toujours lieu chaque mercredi matin sur cette place qui fut un foirail très couru où s’alignaient animaux et produits des fermes.

#### Hôtels particuliers
Huit hôtels du XVe siècle ont été construits dès une autorisation de 1435.
Hôtel de Chardon
L’hôtel de Chardon (rue Notre-Dame-de-l’Oratoire) fut fondé par Pierre de Chardon quand les « Anglais » eurent brûlé son manoir au lieu-dit Chardon. L’hôtel devint le Couvent de Saint-Dominique. En 1868, quand la rue fut tracée, la façade fut amputée de sa tour octogonale avec porte blasonnée.
Hôtel du Chier.
L’hôtel du Chier (rue Notre-Dame-de-l’Oratoire) fut bâti par Pierre, écuyer, descendant de Pons seigneur du Chier. Les Roux du Claud achètent l’hôtel en 1559 et y sculptent leur écu à quatre roses à la cime de la tour, au fond de ce petit accès, vestige de la cour d’honneur, et qui contient ce qui fut le plus bel escalier à vis d’Allègre.
Durand Mozac de Beaurecueil restaure l’hôtel en 1621, date qu’il ajoute sur l’écu qu’il a respecté en mémoire des précédents occupants.
L’hôtel du Chier devint l’une des boucheries qui donnèrent à la rue son ancien nom vernaculaire de « rue des Boucheries ».
Hôtel des Guérin.
Il a été construit par Pierre de Guérin qui fut capitaine du château. Faites le tour de sa façade exposée au nord. Son angle au bord de la rue du Château cache un escalier à vis en parfait état. Sa façade sur la rue du Château et la maison d’en face portent des traces d’une ouverture cintrée. Ses descendants, dont « le beau Lugeac », s’installeront à Lugeac, laissant l’hôtel à la branche cadette de Pouzols.
Hôtel des Mozac.
Fondé par Antoine de Sailhans, l’hôtel passe aux Mozac, capitaines de la Porte. Il possède deux tours : celle de la Porte de Monsieur permettait au corps de garde d’accéder au chemin de ronde, et l’autre dessert le logis et présente une porte murée au-dessus de laquelle Antoine Mozac fit sculpter son monogramme AM entrelacé et surmonté d’une croix. Une niche tout contre la porte de Monsieur abrite une pietà en pierre, polychrome.
Dans le cadre au-dessus de la porte de la tour de droite, les Amis d’Allègre ont mis en valeur cet « orant », une des statues de la chapelle du château (XVe siècle).
Hôtel de la Clède.
Fondé par Jean de La Clède. Il passe aux Grellet et reste dans cette famille jusqu’en 2000. La porte d’entrée est du XVe. Les masses d’arme (en façade) et haches de guerre (sur l’arrière) découpées dans les volets de la baronnie rappellent le nom des d’Apchier (d’Acher) installés là et dans le pavillon de la Comtesse mitoyen. Le nom des Grellet est rappelé par les grelots décoratifs qui reviennent en de nombreux endroits avec les autres motifs de leurs armoiries.
Hôtel des Grellet.
3 rue du Château, cet hôtel occupait l’angle du mur ouest et du mur de la deuxième enceinte. Robert Grellet, écuyer, était arrivé à Allègre parmi les hommes d’armes de Morinot de Tourzel dans le corps d’armée du duc de Berry, comte de Poitou, dont il portait les couleurs. Son petit-fils fonda l’hôtel. La branche aînée des Grellet le quitta pour l’hôtel de la Clède, le laissant à la branche cadette. Des drapiers y tinrent leur magasin jusqu’au XIXe siècle.

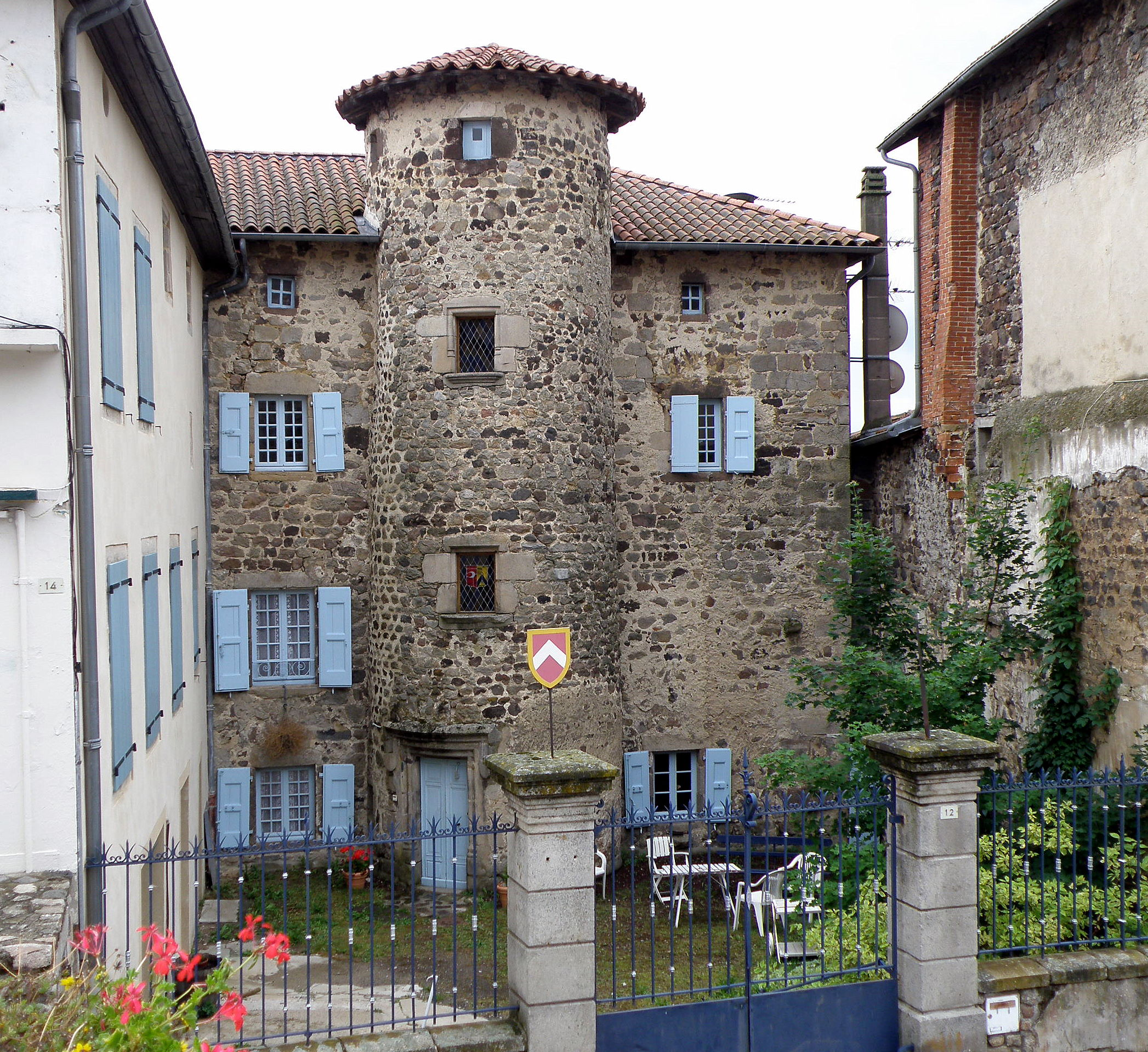
Hôtel de Bar.
Au fond de sa cour d’honneur il garde un aspect proche de sa création par Lancelot de Bar, écuyer, capitaine du château en 1422. L’hôtel passe à des familles déjà propriétaires de manoirs dans les environs. Au début du XVIIIe siècle il est acheté par la famille Grangier, qui donna des baillis du marquisat. Sa tour, bien visible au milieu de sa façade, contient un bel escalier en pierre.
Hôtel d’Artasse.
À droite de l’hôtel de Bar, l’hôtel d’Artasse, autre très ancienne famille, fut fondé par Jean d’Artasse. Il passe par mariages et héritages aux de Crozet qui le vendent à la famille Breul, qui y installe l’Hostellerie de l’Étoile d’Or. Une tour s’élevait à la place de l’escalier extérieur à droite de sa façade qui garde son encadrement de porte en accolade.
À leur création, ces huit hôtels particuliers furent des lieux de repli en cas d’attaque des maisons fortes ou fermes fortifiées où vivaient usuellement ces familles vassales des barons puis marquis d’Allègre, et que les « routiers anglais » et pilleurs locaux, avaient razzié pendant les guerres de Cent Ans.

#### Pavillon de la comtesse
Sa façade haute et étroite, ainsi que son toit pentu en ardoises se remarquent. Cette charmante demeure du XVIIIe siècle fut habitée par des familles alliées par mariages aux Grellet. Les blasons de ces familles sont sculptés sur les chiens-assis du côté du parc.

#### Murailles
Les murs du côté est n’étaient pas bien hauts, en surplomb des roches qui affleurent.
Moyennant un louis d’or, des maisons sont construites sur l’emplacement des fossés du côté ouest, ce qui date le démantèlement des ouvrages de défense devenus inutiles en face de l’artillerie « moderne ». Au XVIIIe siècle, on autorise les habitants à percer portes et fenêtres dans les murailles.

#### Porte de Ravel
Une tour témoigne de la Porte de Ravel, entrée nord du château, symétrique de la Porte de Monsieur au sud. Trouvant qu’elle gênait le passage des charrettes, sa démolition fut votée en 1845. Elle était pourtant plus large que la Porte de Monsieur... On devine l’emplacement de la herse et des équipements identiques à ceux de la Porte de Monsieur. Ses pierres servirent à remonter le clocher de l’église, effondré en 1822.

#### Écuries du château
Les écuries du château, bâtiment castral, nous sont parvenues dans un état proche du XVe siècle. Autour se trouvaient des greniers. C’est dans ces écuries, consacrées, qu’eurent lieu durant 40 ans les cérémonies religieuses pendant la reconstruction de l’église.

#### Chapelle Notre-Dame

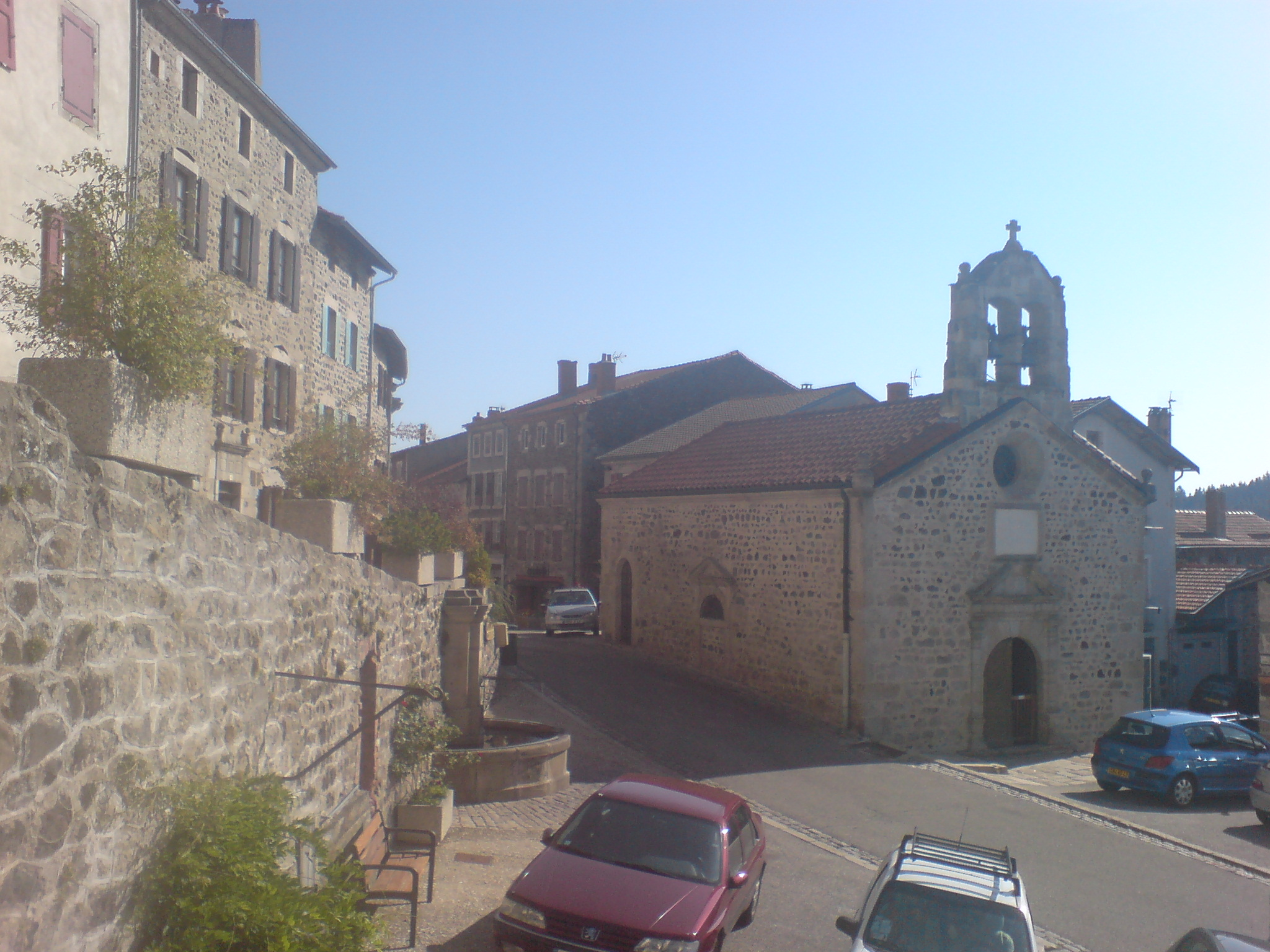
Chapelle Notre-Dame.

Son chœur est l’oratoire fondé en 1547 par Antoine Mozac pour abriter une pietà, un Ecce homo, et d’autres statues en bois rapportées par son frère Jean, prieur de Crevon près d’Évreux. Après la mort de Christophe II (1640), sa veuve Louise de Flaghac fit édifier la nef de la chapelle (1650) et peindre la « litre mortuaire » à ses armes. Les deux époux au parcours tumultueux avaient été conseillés par la bienheureuse mère Agnès de Langeac.
Des guérisons miraculeuses attribuées à la Piéta firent de Notre-Dame-de-l’Oratoire un lieu de pèlerinage.
Les vitraux du XIXe siècle sont aux armes des Grellet et de familles collatérales. Dans le mur ouest, par la porte murée visible du dehors, entrait la marquise d’Allègre. Le sol était beaucoup plus bas. Notre-Dame de l’Oratoire hérita des statues en pierre de la chapelle Saint-Yves. L’une d’elles est en façade de l’hôtel de Mozac.

#### Chapelle castrale
La chapelle castrale (aussi dite église), servie par un chapelain, fut dédiée à saint Laurent et à saint Yves. On y trouvait un autel en marbre blanc, qui présentait une pietà, un saint Laurent et un saint Yves.
Un beau gisant de marbre blanc y était dédié à Yves II le Grand d’Allègre, tué à la bataille de Ravenne en avril 1512. Tous deux sont exposés au château de Cordès, près d’Orcival, une des demeures des marquis d’Allègre. Plusieurs des seigneurs d’Allègre, certains de leurs enfants et épouses, y furent inhumés sous les trophées de guerre et les guidons (drapeaux) pris à l’ennemi.
Trouvant que la chapelle lui masquait les pentes de Bar, une fille d’Yves V, la maréchale de Maillebois, conçut le projet de la déplacer. Après la vente du marquisat en 1766, la chapelle ne fut plus entretenue et fut rasée au XIXe siècle. Le manoir construit au pied des vestiges du château fut lui-même rasé vers 1830.

#### Le mont Bar
Le mont Bar (1 172 m), volcan éteint situé à peu de distance au sud-est de la cité, est couvert, sur son sommet aplati, d'une tourbière, laquelle constitue la réserve naturelle régionale du Cratère du Mont-Bar, créée en 1990. C'est un volcan de type strombolien qui a jailli des entrailles de la terre il y a 790 000 ans.

### Patrimoine culturel
- Le Piano oublié a été tourné à Allègre.

### Personnalités liées à la commune
- Germaine Tillion, ethnologue, déportée et résistante, est née à Allègre le 30 mai 1907, où son père fut juge de paix de 1903 à 1917. Elle suit une formation d’ethnologue auprès de Marcel Mauss et Louis Massignon. Elle est connue pour son action de résistante durant la Seconde Guerre mondiale qui l’a conduite en déportation, Durant la guerre d'Algérie : elle luttera contre la misère et le terrorisme, la torture et les exécutions. Elle est diplômée de l’École pratique des hautes études, de l’École du Louvre, et de l'INALCO. La nation a décidé en 2015 de l'admettre au Panthéon pour son œuvre académique et politique.
- George Sand est venue en 1859 s’imprégner de la force du Bar[précision nécessaire] avant d’écrire Jean de La Roche dont l’action se déroule non loin d’Allègre au château de la Rochelambert, et Le marquis de Villemer, deux de ses « romans champêtres » parus en 1860. Son amant, le graveur Manceau, et l’actrice Bérengère (Adèle Bunau, 1835-1910) l’accompagnaient.
- Baptiste Marcet, (1883-1964), fondateur de la Fédération nationale des mutilés du travail. Né au Puy, orphelin, il fut élevé à Allègre par un oncle. Apprenti maréchal-ferrant il fréquente les centrales syndicales de Paris où il rencontre Pierre Monatte. Non-violent, il fait voter des lois au bénéfice des mutilés du travail. Il meurt à Allègre où il est inhumé.
- Pierre Monatte, syndicaliste révolutionnaire (1881-1960), né à Monlet qui jouxte Allègre, correcteur en imprimerie, il a fondé La Vie Ouvrière (1909) et La Révolution prolétarienne (1925). Acteur de la tendance syndicaliste révolutionnaire de la CGT sous le pseudo (anagramme de Monlet) de Lémont Pierre.
- Camille Robert (musicien) (1872-1957), séjourna souvent en Velay, à Allègre. Chef de l’orchestre symphonique de l’Élysée, compositeur, auteur de la musique de la chanson Quand Madelon..., paroles de Louis Bousquet, créée le 23 avril 1914 par le comique troupier Bach et adoptée par les poilus pendant la guerre 1914-1918. Il serait inhumé à Allègre.
- François Fonlupt, évêque de Rodez et de Vabres (2011), né à Allègre en 1954.

### Héraldique
| Blason de Allègre | Blason  | De gueules, à une tour carrée d'argent, maçonnée de sable, accostée de six fleurs-de-lis d'or, rangées en deux pals. |
| Blason de Allègre | Détails | Le statut officiel du blason reste à déterminer.                                                                     |